# Malimbus
Malimbus is een geslacht van zangvogels uit de familie wevers en verwanten (Ploceidae).

## Soorten
Het geslacht kent de volgende soorten:
- Malimbus ballmanni – Wolters prachtwever
- Malimbus cassini – Zwartkeelprachtwever
- Malimbus coronatus – Roodkruinprachtwever
- Malimbus erythrogaster – Roodbuikprachtwever
- Malimbus ibadanensis – Ibadanprachtwever
- Malimbus malimbicus – Kuifprachtwever
- Malimbus nitens – Roodkeelprachtwever
- Malimbus racheliae – Rachels prachtwever
- Malimbus rubricollis – Roodkopprachtwever
- Malimbus scutatus – Schildprachtwever